# 구리바라 이브라힘 주니어
구리바라 이브라힘 주니어(일본어: 栗原 イブラヒム ジュニア, 2001년 8월 14일~)는 일본의 축구 선수이다.

## 구단 경력
그는 2020년 J1리그의 시미즈 에스펄스에 입단했다. 2023년 J3리그의 SC 사가미하라로 이적했다. 2024년까지 20경기에 출전하여, 2득점을 넣었다.